# ゆきのさつき
ゆきの さつき（1970年5月25日 - ）は、日本の女性声優。京都府京都市生まれ、滋賀県大津市育ち。
旧芸名：雪乃 五月、雪野 五月（いずれも読みは同じ）。本名：井上 由起（いのうえ ゆき）。現在はフリーで活動。

## 経歴
7歳の時に父の転勤で滋賀県大津市に転居。
中学時代、同学年の友人から「『キャッツ♥アイ』の来生泪は『一休さん』の一休なんだよ」と伝えられ、両番組のクレジットに「藤田淑子」の文字を確認し衝撃を受ける。作品ごとに印象の異なるキャラを演じ分けている事実に初めて気が付いたことや『めぞん一刻』の視聴をきっかけに、声優への憧れを抱いたという。中学3年生または高校1年生の時に新聞で見つけた声優の通信講座を受ける。声優になることを猛反対する親や姉を説得して、滋賀県立石山高等学校（高校の同級生にテツandトモのテツがいる）卒業後に上京。
1991年、東京アナウンス学院を卒業、同年オフィス薫に所属。
1992年、洋画『素晴らしき日々』（NHK教育テレビ）の少女C役にて声優デビュー。
1996年、『きこちゃんすまいる』（二の宮きこ役）でレギュラーデビューを果たした。
2003年5月、芸名を「雪乃 五月」から「雪野 五月」に、2015年5月には平仮名の「ゆきの さつき」に改名。ただし、2017年放送の『夏目友人帳 陸』など一部作品におけるエンディングロールでは、旧芸名の「雪野五月」でクレジットされていることがある。
2016年5月1日、所属していた賢プロダクションを退所しフリーとなる。
2020年4月11日、新たなYouTubeチャンネルを開設。

## 人物
4人兄妹の末っ子で、兄と双子姉妹の姉がいる。
真面目な性格の一方、東京アナウンス学院の同期である氷上恭子曰く「プライベートでは天然」。氷上以外の東京アナウンス学院の同期には小桜エツコ、西村ちなみがいる。芸名は学生時代に落語研究会で使用した名前の一部と、母の名「五月」を合わせたもの。

## 出演
太字はメインキャラクター。

### テレビアニメ
1993年
- コボちゃん（女子生徒）

1995年
- クレヨンしんちゃん（1995年 - 2015年、男の子、ウェイトレスB、お姉さん、萩田、形氷杉夫 他）

1996年
- 怪盗セイント・テール（シスターC）
- きこちゃんすまいる（二の宮きこ、ひいばあ）※レギュラーデビュー作品
- それいけ!アンパンマン（1996年 - 2009年、さといもちゃん、ノートどり・ノットちゃん〈3代目〉、つばき姫〈2代目〉、マーマレードさん〈初代〉）
- 超者ライディーン（少女）
- ドラえもん（テレビ朝日版第1期）（女の子B、バッター 他）

1997年
- 吸血姫美夕（山之内遥、美智子）
- 中華一番!（1997年 - 1998年、メイリィ）
- フォーチュンクエストL（アリシア）

1998年
- ジェネレイターガウル（七宝マサミ）
- スーパードール★リカちゃん（ヒデ）
- たこやきマントマン（1998年 - 1999年、たこやきレッド）
- 超魔神英雄伝ワタル（セピア）
- トライガン（ミリィ・トンプソン）
- バブルガムクライシス TOKYO 2040（1998年 - 1999年、シリア、ガラテア）
- ポケットモンスター（1998年 - 2002年、アツコ、エミリ、チエ、アヤノ、ムトウ）
- Bビーダマン爆外伝（しょうねんボン）
- 魔術士オーフェン（マリアベル）
- ヨシモトムチッ子物語（シャクトリムシブラザーズタナカ）

1999年
- へっぽこ実験アニメーション エクセル♥サーガ（六本松壱式、六本松弐式）
- GREGORY HORROR SHOW（インコ、トイレット小僧、ブラックダック2号）
- それゆけ!宇宙戦艦ヤマモト・ヨーコ（松明屋紅葉）
- 逮捕しちゃうぞSpecial（カスミ）
- ちびまる子ちゃん（りえちゃん）
- Petshop of Horrors（ジル）
- Bビーダマン爆外伝V（ジュリエッタボン）
- 名探偵コナン（1999年 - 2025年、塩谷深雪、南里薫、熊堂修子、大岡紅葉）
- モンスターファーム〜円盤石の秘密〜（ナレーターの声）

2000年
- 犬夜叉（2000年 - 2010年、日暮かごめ） - 2シリーズ
- 学校の怪談（少女）
- 真・女神転生デビチル（ヒッポウ）
- とっとこハム太郎（ひまわり姫）
- ニャニがニャンだー ニャンダーかめん（カンタ、ルータ）
- モンキーマジック（モッテ）
- ラブひな（2000年 - 2001年、乙姫むつみ、美女、瑛子、女生徒） - 1シリーズ + 特別編2作品
- GREGORY HORROR SHOW THE LAST TRAIN（ブラックダック2号、構内アナウンス）

2001年
- X（皇北都）
- 機動天使エンジェリックレイヤー（木崎珠代）
- キャプテン翼（第3作）（2001年 - 2002年、岬太郎、立花政夫）
- 仰天人間バトシーラー（ショウカガールズ）
- ココロ図書館（佐伯さらら）
- サイボーグ009 THE CYBORG SOLDIER（003 / フランソワーズ・アルヌール）
- SAMURAI GIRL リアルバウトハイスクール（霧林あずみ）
- 新白雪姫伝説プリーティア（淡雪繭根）
- ナジカ電撃作戦（アルクレーナ）
- 破邪巨星Gダンガイオー（島龍子、ロムリン）
- バビル2世（佐伯玲香）
- ヒカルの碁（2001年 - 2002年、市河さん、生徒、少年、男の子）
- RAVE（カトレア・グローリー）
- コスモウォーリアー零（メーテル）

2002年
- 藍より青し（2002年 - 2003年、ティナ・フォスター） - 2シリーズ
- あたしンち（2002年 - 2009年、TVの声1、藤沢ミユキ先生）
- 王ドロボウJING（エリクシル）
- デュエル・マスターズ（2002年 - 2016年、切札舞 / 土瓶レディ、カツカレー） - 9シリーズ
- 東京ミュウミュウ（保母さん）
- 花田少年史（桂、夏）
- ふぉうちゅんドッグす（トミコ）
- フルメタル・パニック!（2002年 - 2018年、千鳥かなめ） - 4シリーズ
- 陸上防衛隊まおちゃん（鬼瓦国子）
- ONE PIECE（2002年 - 2025年、タジオ、コアラ）

2003年
- 明日のナージャ（マドレーヌ）
- アストロボーイ・鉄腕アトム（エミリー）
- R.O.D -THE TV-（菫川ねねね）
- GetBackers-奪還屋-（氏家火生留）
- 金色のガッシュベル!!（勇太）
- SUBMARINE SUPER 99（ゼ・ストロガー）
- ストラトス・フォー（ベティ・ブーゼマン）
- 高橋留美子劇場（緑、絵美理、小泉、小鳩）
- 探偵学園Q（雪平桜子）
- D・N・ANGEL（フリーデルト）
- なるたる（ホシ丸、涅見子、江角ジュン）
- プラネテス（田名部愛）
- ポケットモンスター サイドストーリー（少女ジョーイ）
- LAST EXILE（マドセイン夫人）

2004年
- アガサ・クリスティーの名探偵ポワロとマープル（ルイーズ）
- 宇宙交響詩メーテル 銀河鉄道999外伝（メーテル）
- エリア88（津雲涼子）
- げんしけん（2004年 - 2007年、春日部咲） - 2シリーズ
- 蒼穹のファフナー（パイロット）
- tactics（小染）
- MADLAX（ヴァネッサ・レネ）
- RAGNAROK THE ANIMATION（ティス）

2005年
- BLEACH（2005年 - 2012年、四楓院夜一）
- うえきの法則（マリリン・キャリー、バロウの母）
- ガイキング LEGEND OF DAIKU-MARYU（2005年 - 2006年、シズカ）
- ガン×ソード（ユキコ・スティーブンス）
- ガンパレード・オーケストラ（加藤ミチル）
- ギャラリーフェイク（三田村小夜子）
- こてんこてんこ（ラビ）
- 地獄少女（紅彩香）
- JINKI:EXTEND（津崎静花）
- ぱにぽにだっしゅ!（橘玲、タヌキ）
- ぺとぺとさん（友里明日香）
- 雪の女王（ラスムス）
- わがまま☆フェアリー ミルモでポン! ちゃあみんぐ（森下はるか）

2006年
- うたわれるもの（ソポク、タァナクン）
- おねがいマイメロディ 〜くるくるシャッフル!〜（星賀ルナ）
- 神様家族（女性教師）
- 銀魂（2006年 - 2018年、志村妙、よっちゃん、ポニーちゃん） - 4シリーズ
- ケロロ軍曹（プルル看護長 / ちびプルル）
- 女子高生 GIRLS-HIGH（香田あかり）
- 009-1（009-3）
- THE ROID MEMORY（メイア・アイサス・ゼンフェルト）
- D.Gray-man（モア・ヘッセ、ガイ）
- .hack//Roots（碧）
- ひぐらしのなく頃に（2006年 - 2007年、園崎魅音、園崎詩音） - 2シリーズ
- ぷるるんっ!しずくちゃん（2006年 - 2008年、こゆきちゃん） - 2シリーズ

2007年
- AYAKASHI（夜明アキノ）
- Yes!プリキュア5（2007年 - 2008年、夏木あい） - 2シリーズ
- エル・カザド（ニーナ）
- CLANNAD-クラナド-（2007年 - 2009年、相楽美佐枝） - 2シリーズ
- CLAYMORE（ラファエラ）
- ゲゲゲの鬼太郎（第5作）（2007年 - 2008年、綾、杏子）
- スカルマン（ヘレン）
- ZOMBIE-LOAN（カルメラ）
- デルトラクエスト（シャーン、ナック）
- はたらキッズ マイハム組（2007年 - 2008年、大神大介）
- 祝!(ハピ☆ラキ)ビックリマン（ピーター神子 / 神帝ピーター、聖星ピエトロ）
- ひとひら（榊美麗）
- BLUE DROP 〜天使達の戯曲〜（香月みち子）
- ラブ★コン（大谷の姉）
- ロビーとケロビー（ロビー、くまさん）

2008年
- RD 潜脳調査室（図書館司書）
- テイルズ オブ ジ アビス（妖獣のアリエッタ）
- 夏目友人帳（2008年 - 2024年、柊） - 7シリーズ
- 隠の王（織田八重）
- ネオ アンジェリーク Abyss（アンジェリークの母）
- ねぎぼうずのあさたろう（おつう）
- ポケットモンスター ダイヤモンド&パール（2008年 - 2011年、モモアン〈2代目〉、ヒカリのミミロル〈2代目〉、ポケモン図鑑音声〈2代目〉、幼少時のヒョウタ、ノゾミのキルリア→エルレイド、ナオシのロズレイド、シンジのユキメノコ 他） - 1シリーズ + 特別編
- もっけ（冬吾）
- ロザリオとバンパイア（一ノ瀬珠魚）

2009年
- エレメントハンター（アリーの母）
- 黒神 The Animation（魁音寺雪）
- 真マジンガー 衝撃!Z編 on television（ガミアQ1 - Q5）
- 聖剣の刀鍛冶（エヴァドニ）
- 鋼の錬金術師 FULLMETAL ALCHEMIST（ロゼ）
- バトルスピリッツ 少年激覇ダン（2009年 - 2010年、マギサ）
- メタルファイト ベイブレード（ヒカルの母）

2010年
- 怪談レストラン（宇井留ケイコ）
- 極上!!めちゃモテ委員長 セカンドコレクション（桜井佳美）
- それでも町は廻っている（亀井堂静、看護婦）
- バトルスピリッツ ブレイヴ（2010年 - 2011年、ステラ・コラベリシチコフ）
- HEROMAN（キャサリン）

2011年
- GOSICK -ゴシック-（ジャクリーヌ・ド・シニョレー）
- スイートプリキュア♪（北条まりあ）
- ちはやふる（2011年 - 2020年、綾瀬千恵子） - 3シリーズ
- NARUTO -ナルト- 疾風伝（シズカ）
- ファイ・ブレイン 神のパズル（2011年 - 2014年、アナ・グラム） - 3シリーズ
- 47都道府犬（京都犬）

2012年
- スマイルプリキュア!（日野正子）
- 聖闘士星矢Ω（2012年 - 2014年、ユナ、光牙〈幼少〉）
- デジモンクロスウォーズ 〜時を駆ける少年ハンターたち〜（ミズキ）
- 氷菓（折木供恵）
- ポケットモンスター ベストウイッシュ シーズン2（ミミロル）
- リトル・チャロ〜東北編〜（ミユキ）

2013年
- たまこまーけっと（大路道子、ジュコちゃん）
- 断裁分離のクライムエッジ（女王）
- 八犬伝―東方八犬異聞―（斎木茜）
- Free!（2013年 - 2018年、天方美帆、橘真琴〈小学生〉） - 3シリーズ
- フリージング ヴァイブレーション（スカーレット＝大原）
- ポケットモンスター THE ORIGIN
- 〈物語〉シリーズ（2013年 - 2015年、臥煙伊豆湖） - 2シリーズ

2014年
- アイカツ!（マキナ）
- 金田一少年の事件簿R（虹枝光世）
- ジョジョの奇妙な冒険 スターダストクルセイダース（ネーナ）
- ストレンジ・プラス（美羽） - 2シリーズ
- まじっく快斗1412（紺野エリカ）
- 弱虫ペダル シリーズ（2014年 - 2023年、御堂筋翔〈幼少時代〉） - 3シリーズ

2015年
- オーバーロード（2015年 - 2018年、ブリタ） - 2シリーズ
- 境界のRINNE（2015年 - 2017年、魂子） - 3シリーズ
- GOD EATER（レンカの母）
- Go!プリンセスプリキュア（ユラ / 先代キュアマーメイド）
- 城下町のダンデライオン（櫻田五月）
- ポケットモンスター XY（2015年 - 2016年、マーシュ） - 2シリーズ
- ONE PIECE エピソードオブサボ 〜3兄弟の絆 奇跡の再会と受け継がれる意志〜（コアラ）

2017年
- BORUTO-ボルト- NARUTO NEXT GENERATIONS（信楽ハコベ / スミレの母）
- デュエル・マスターズ（切札舞）

2018年
- 刀使ノ巫女（五條いろは / 吉野いろは）
- スナックワールド（カレン）

2019年
- バビロン（2019年 - 2020年、曲世愛〈平松絵見子〉）

2020年
- ひぐらしのなく頃に業（2020年 - 2021年、園崎魅音、園崎詩音） - 2シリーズ
- 半妖の夜叉姫（2020年 - 2022年、日暮かごめ） - 2シリーズ

2021年
- 新幹線変形ロボ シンカリオンZ（2021年 - 2022年、月野メーテル）

2022年
- であいもん（お鶴さん）
- かぎなど（相楽美佐枝）
- うる星やつら (2022)（2022年 - 2023年、麺子）
- BLEACH 千年血戦篇（2022年 - 2024年、四楓院夜一） - 3シリーズ

2023年
- 逃走中 グレートミッション（メデューサ、グレース アンバー）

2025年
- 3年Z組銀八先生（志村妙）

### 劇場アニメ
1996年
- クレヨンしんちゃん ヘンダーランドの大冒険（従業員）

1997年
- クレヨンしんちゃん 暗黒タマタマ大追跡（ホステス1）

1998年
- ザ☆ドラえもんズ ムシムシぴょんぴょん大作戦!（女子B）

2001年
- 犬夜叉 シリーズ（2001年 - 2004年、日暮かごめ） - 4作品

2003年
- 黄金の法 エル・カンターレの歴史観（アリサ）

2007年
- 劇場版BLEACH The DiamondDust Rebellion もう一つの氷輪丸（四楓院夜一）
- ちびケロ ケロボールの秘密!?（ちびプルル）

2008年
- 劇場版BLEACH Fade to Black 君の名を呼ぶ（四楓院夜一）

2009年
- 劇場版ポケットモンスター ダイヤモンド&パール アルセウス 超克の時空へ（ミミロル）
- ケロ0 出発だよ! 全員集合!!（プルル看護長）
- 劇場版デュエル・マスターズ 黒月の神帝（切札舞）
- 仏陀再誕-The REBIRTH of BUDDHA（友子）

2010年
- 宇宙ショーへようこそ（小山清水）
- 劇場版 銀魂 新訳紅桜篇（志村妙）
- 劇場版ポケットモンスター ダイヤモンド&パール 幻影の覇者 ゾロアーク（ミミロル）

2012年
- 神秘の法（ジュリア）
- BUTA（グッピー）
- 名探偵コナン 11人目のストライカー（本浦知史）

2013年
- AURA 〜魔竜院光牙最後の闘い〜（一郎の姉）
- 劇場版 銀魂 完結篇 万事屋よ永遠なれ（志村妙）
- 魔女っこ姉妹のヨヨとネネ（ナオ）

2014年
- たまこラブストーリー（大路道子）

2015年
- ガールズ&パンツァー 劇場版（島田千代）

2016年
- クレヨンしんちゃん 爆睡!ユメミーワールド大突撃（山田）
- 映画 聲の形（石田美也子）
- ONE PIECE FILM GOLD（コアラ）

2017年
- クレヨンしんちゃん 襲来!!宇宙人シリリ（編集の山田）
- 名探偵コナン から紅の恋歌（大岡紅葉）
- 劇場版 Free!-Timeless Medley- 絆（天方美帆）

2018年
- 劇場版 夏目友人帳 〜うつせみに結ぶ〜（柊）

2021年
- 銀魂 THE FINAL（志村妙）
- 映画大好きポンポさん

2024年
- BLOODY ESCAPE -地獄の逃走劇-（ララック）
- 名探偵コナン 100万ドルの五稜星（大岡紅葉）
- 好きでも嫌いなあまのじゃく（八ツ瀬みくり）

### OVA
1998年
- 聖少女艦隊バージンフリート（雪見沢五月）

1999年
- タイムレンジャー セザールボーイの冒険 ローマ帝国編（リディア）
- 太陽の船 ソルビアンカ（クリス）
- てなもんやボイジャーズ（イレーヌ）

2001年
- X（皇北都）
- Z.O.E（ケン・マリネリス）
- メーテルレジェンド（メーテル〈少女時代〉）

2002年
- アーケードゲーマーふぶき（ミス・アルカ）
- カナリア 〜この想いを歌に乗せて〜（茅ヶ崎めぐみ）
- ラブひな Again（乙姫むつみ）

2003年
- ウルトラマニアック（立石亜由）
- 聖闘士星矢 冥王ハーデスエリシオン編（星華）
- 羊のうた（八重樫葉）

2004年
- ストラトス・フォー（X シリーズ）（ベティ・ブーゼマン）

2005年
- 銀魂 「何事も最初が肝心なので多少背伸びするくらいが丁度良い」（志村妙）
- 警察戦車隊 TANK S.W.A.T. 01（尾崎レオナ）
- ストラトス・フォーアドヴァンス（ベティ・ブーゼマン）
- BLEACH The Sealed Sword Frenzy（四楓院夜一）

2006年
- げんしけん（春日部咲）
- ストラトス・フォーアドヴァンス 完結編（ベティ・ブーゼマン）

2007年
- ひぐらしのなく頃に外伝 猫殺し編（園崎魅音、園崎詩音）

2008年
- It's a Rumic World 犬夜叉〜黒い鉄砕牙（日暮かごめ）
- 銀魂 「白夜叉降誕」（志村妙）

2009年
- こどものじかん特別編 くろちゃんとしろちゃん（黒の母）
- ピカチュウのキラキラだいそうさく!（キレイハナ）
- ひぐらしのなく頃に礼（園崎魅音、園崎詩音）

2010年
- ピカチュウのふしぎなふしぎな大冒険（ミミロル）
- BLACK LAGOON Roberta's Blood Trail（ファビオラ・イグレシアス）
- 名探偵コナン MAGIC FILE4 大阪お好み焼きオデッセイ（小西香鈴）

2011年
- ひぐらしのなく頃に煌（園崎魅音、園崎詩音）

2013年
- ひぐらしのなく頃に拡 〜アウトブレイク〜（園崎魅音）

2014年
- 銀魂「布団に入ってから拭き残しに気付いて寝るに寝れない時もある」（志村妙）
- ヘタリア The Beautiful World えくすとらでぃすく（フランス娘）

2016年
- 銀魂° 愛染香篇（志村妙）※コミックス第65巻・第66巻DVD同梱版
- 天地無用!魎皇鬼（正木月湖）

2017年
- 初恋モンスター（金子七三子）※DVD付きコミックス8巻特装版

時期未定
- ガールズ&パンツァー 最終章（島田千代）

### Webアニメ
2000年
- あずまんがWeb大王（水原暦）

2015年
- 美少女戦士セーラームーンCrystal（コーアン）
- ベイウォーリアーズ サイボーグ（ホムラ）

2016年
- 暦物語（臥煙伊豆湖）

2019年
- バトルスピリッツ サーガブレイヴ（2019年 - 2020年、ステラ、マギサ）

2021年
- 銀魂 THE SEMI-FINAL 万事屋篇（志村妙）

2022年
- バトルスピリッツ ミラージュ（マギサ）

2024年
- 〈物語〉シリーズ オフ&モンスターシーズン（臥煙伊豆湖）

### ゲーム
1996年
- 機動戦士ガンダム外伝 THE BLUE DESTINY（EXAMシステム）
- ヒロインドリーム（時森こよみ）

1998年
- エクソダスギルティー ネオス（ウイル、真道マイカ）
- DEBUT21
- スーパーリアル花札・恋こいしましょ2（右手奈緒子）
- サウンドノベル 街（麻生しおり）

1999年
- シェンムー
- スパイクアウトファイナルエディション（リンダ）
- バトル昆虫伝（周防有紀）
- 聖少女艦隊バージンフリート（雪見沢五月）
- 街 〜運命の交差点〜（麻生しおり）
- まぼろし月夜（天乃玉子）
- リモートコントロールダンディ（魚山ミサ）
- 輝く季節へ（川名みさき）

2000年
- あいたくて… 〜your smiles in my heart〜（渡瀬みちる）
- 華蘭虎龍学園 どきどき編（結城つかさ）
- ブレイドアーツ 〜黄昏の都ルルイエ〜（パトリシア・ミラーズ、バセテト）
- ヘキサムーン・ガーディアンズ（アルテミス）
- ラブひな〜愛は言葉の中に〜（乙姫むつみ）
- 夏色剣術小町（千堂さぎり）

2001年
- 犬夜叉（日暮かごめ）
- カナリア 〜この想いを歌に乗せて〜（茅ヶ崎めぐみ）
- 春雨曜日（明智小鈴）
- ガンダムバトルオンライン（ネディ・アエージャ）

2002年
- アンリミテッド:サガ（銀の少女、ジーン・ムーア）
- 犬夜叉 〜戦国お伽合戦〜（日暮かごめ）
- ギガンティック ドライブ（木南薫子）
- サーヴィランス 監視者（ティム・ローパー）
- テイルズ オブ デスティニー2（ロニ・デュナミス〈少年時代〉、リムル）

2003年
- アークザラッド 精霊の黄昏（ポーレット・ヴァン・ロイド〈ポーレット〉）
- 犬夜叉 〜奈落の罠! 迷いの森の招待状〜（日暮かごめ）
- ANUBIS ZONE OF THE ENDERS（ケン・マリネリス）
- サムライスピリッツ零（真鏡名ミナ）

2004年
- アークザラッドジェネレーション（ポーレット・ヴァン・ロイド〈ポーレット〉）
- 犬夜叉 〜呪詛の仮面〜（日暮かごめ）
- クリムゾンティアーズ（アスカ）
- サムライスピリッツ零SPECIAL（真鏡名ミナ）
- 天誅 紅（凛）
- 双恋 -フタコイ-（雛菊みやび）
- ぷらすぷらむ2（フローラ）
- ミステリート〜八十神かおるの事件ファイル〜（マルタ＝アルゲリーチ）

2005年
- 犬夜叉 奥義乱舞（日暮かごめ）
- コード・エイジ コマンダーズ〜継ぐ者 継がれる者〜（アリーズ）
- サモンナイトエクステーゼ 夜明けの翼（キサナ）
- テイルズ オブ ジ アビス（アリエッタ）
- 天地の門（ジョクシュウ）
- ふしぎ遊戯 玄武開伝 外伝 鏡の巫女（奥田多喜子）
- BLEACH アドバンス 紅に染まる尸魂界（四楓院夜一）
- BLEACH 〜選ばれし魂〜（四楓院夜一）
- BLEACH 〜ヒートザソウル2〜（四楓院夜一）
- 義経英雄伝（凛）
- 義経英雄伝修羅（凛）
- らき☆すた 萌えドリル（パトリシア＝マーティン）
- ランブルローズ（スペンサー先生/ミストレス）
- ロマンシング サガ -ミンストレルソング-（ディアナ、ファラ）

2006年
- うたわれるもの 散りゆく者への子守唄（ソポク、タァナクン）
- 銀魂 銀時vs土方!? かぶき町銀玉大争奪戦!!（志村妙）
- CLANNAD（相楽美佐枝）
- シークレット オブ エヴァンゲリオン（加賀ヒトミ）
- 女子高生 GAME'S-HIGH!!（香田あかり）
- ひぐらしデイブレイク（園崎魅音、園崎詩音）
- BLEACH DS 蒼天に駆ける運命（四楓院夜一）
- BLEACH Wii 白刃きらめく輪舞曲（四楓院夜一）
- BLEACH 〜放たれし野望〜（四楓院夜一）
- BLEACH 〜ヒートザソウル3〜（四楓院夜一）
- BLEACH 〜ブレイド・バトラーズ〜（四楓院夜一）
- ブルーブラスター（エルザ＝ロートリンゲン）
- 街 〜運命の交差点〜 特別篇（麻生しおり）
- モンスターキングダム・ジュエルサモナー（リン）
- レッスルエンジェルス サバイバー（ミミ吉原、真田美幸）

2007年
- 銀魂 万事屋ちゅ〜ぶ ツッコマブル動画（志村妙）
- 銀魂 銀さんと一緒! ボクのかぶき町日記（志村妙）
- シークレット オブ エヴァンゲリオン ポータブル（加賀ヒトミ）
- 真・らき☆すた 萌えドリル 〜旅立ち〜（パトリシア＝マーティン）
- ゼロの使い魔 〜小悪魔と春風の協奏曲〜（高凪春名）
- ひぐらしデイブレイク改（園崎魅音、園崎詩音）
- ひぐらしのなく頃に祭（園崎魅音、園崎詩音）
- ひぐらしのなく頃に祭 カケラ遊び（園崎魅音、園崎詩音）
- ひぐらしのなく頃に祭 カケラ遊び・アペンド版（園崎魅音、園崎詩音）
- BLEACH 〜ヒートザソウル4〜（四楓院夜一）
- BLEACH 〜ブレイド・バトラーズ2nd〜（四楓院夜一）
- みんなのGOLF 5（リナ）

2008年
- 白騎士物語 -古の鼓動-（ユウリ）
- ひぐらしデイブレイクPortable（園崎魅音、園崎詩音）
- ひぐらしのなく頃に絆 第一巻・祟（園崎魅音、園崎詩音）
- ひぐらしのなく頃に絆 第二巻・想（園崎魅音、園崎詩音）
- BLEACH The 3rd Phantom（四楓院夜一）
- BLEACH 〜ソウル・カーニバル〜（四楓院夜一）
- BLEACH バーサス・クルセイド（四楓院夜一）
- BLEACH 〜ヒートザソウル5〜（四楓院夜一）
- ミラーズエッジ（セレステ）
- レッスルエンジェルス サバイバー2（ミミ吉原、真田美幸）

2009年
- 超劇場版ケロロ軍曹 撃侵ドラゴンウォリアーズであります!（プルル看護長）
- ひぐらしデイブレイクPortable MEGA EDITION（園崎魅音、園崎詩音）
- ひぐらしのなく頃に絆 第三巻・螺（園崎魅音、園崎詩音）
- BLEACH DS 4th フレイム・ブリンガー（四楓院夜一）
- BLEACH 〜ソウル・カーニバル2〜（四楓院夜一）
- BLEACH 〜ヒートザソウル6〜（四楓院夜一）
- ポケパークWii 〜ピカチュウの大冒険〜

2010年
- Another Century's Episode:R（千鳥かなめ）
- アラド戦記（シーフ、ミネット、恐怖のアスタロス）
- 白騎士物語 -光と闇の覚醒-（ユウリ）
- .hack//Link（碧）
- ひぐらしのなく頃に絆 第四巻・絆（園崎魅音、園崎詩音）
- BLEACH ソウル・イグニッション（四楓院夜一）
- BLEACH 〜ヒートザソウル7〜（四楓院夜一）

2012年
- ZONE OF THE ENDERS HD EDITION（ケン・マリネリス）
- 聖闘士星矢Ω アルティメットコスモ（ユナ）
- 第2次スーパーロボット大戦Z 再世篇（マリリン・キャット）

2013年
- 銀魂のすごろく（志村妙）
- スーパーロボット大戦OGサーガ 魔装機神III PRIDE OF JUSTICE（ニーナ・フレーザー）

2014年
- CV 〜キャスティングボイス〜（狐神寧々）
- グリモア〜私立グリモワール魔法学園〜（武田虎千代）
- 超ヒロイン戦記（園崎魅音、園崎詩音）
- 第3次スーパーロボット大戦Z 時獄篇 / 天獄篇（千鳥かなめ）
- ONE PIECE 超グランドバトル! X（コアラ）

2015年
- ひぐらしのなく頃に粋（園崎魅音、園崎詩音）
- ポポロクロイス牧場物語（トリクシー）
- グランブルーファンタジー（2015年 - 2024年、カグヤ）

2016年
- アイカツ! フォトonステージ!!（マキナ）
- あんさんぶるガールズ!!（日滝ましろ）
- 数乱digit（参河利保子）
- 英雄伝説 空の軌跡 the 3rd Evolution（エリカ・ラッセル）

2017年
- スーパーロボット大戦V（千鳥かなめ）

2018年
- 銀魂乱舞（志村妙）
- フルメタル・パニック！ 戦うフー・デアーズ・ウィンズ（千鳥かなめ / ソフィア）
- 東京放課後サモナーズ（スズカ、オセ〈子供Ver〉）

2019年
- エースコンバット7 スカイズ・アンノウン（エイブリル・ミード）
- スーパーロボット大戦DD（2019年 - 2024年、千鳥かなめ）
- ONE PIECE トレジャークルーズ（コアラ）
- 御城プロジェクト:RE〜CASTLE DEFENSE〜（平安京、平城京）

2020年
- テイルズ オブ ザ レイズ（2020年 - 2021年、リムル、アリエッタ）
- 共闘ことばRPG コトダマン（志村妙）
- 英雄伝説 創の軌跡（エリカ・ラッセル）
- ひぐらしのなく頃に 命（園崎魅音、園崎詩音）
- クイズRPG 魔法使いと黒猫のウィズ（志村妙）

2021年
- JUMP FORCE（四楓院夜一） - DLC追加キャラクター
- ファンタジア・リビルド（千鳥かなめ）

2022年
- ポケモンマスターズEX
- 鋼の錬金術師 MOBILE（ロゼ）
- アークナイツ（ジャスティスナイト）

2023年
- 妖怪ウォッチ ぷにぷに（日暮かごめ）
- 雀魂（東城玄音）

2025年
- BLEACH Rebirth of Souls（四楓院夜一）
- モンスターストライク（大岡紅葉）
- ミステリート〜八十神かおるの挑戦！〜（マルタ＝アルゲリーチ）

### ドラマCD
- R.O.D -THE CD-（菫川ねねね）
- イース&空の軌跡vs.ヴァン・ジョー（イースvs.空の軌跡 オルタナティブ・サーガドラマCD同梱版、エリカ）
- 犬夜叉シリーズ（日暮かごめ）
  - 聴くドラマCD〜死を呼ぶ温泉しりとり〜（少年サンデー特製CD・応募者全員サービス）
  - 聴くドラマCD2〜竹取の翁は凶暴じゃった〜（〃）
  - ドラマアルバム「犬夜叉 地獄で待ってた七人隊!」
  - ドラマアルバム2「犬夜叉 嵐と祭りの宝来島!」
  - ドラマアルバムスペシャル 「犬夜叉 紅と白の歌合戦!」 犬夜叉版・殺生丸版
  - 犬夜叉第559話 あさって（ワイド版全巻予約特典）
- 英雄伝説VI 空の軌跡 the 3rd ドラマCD 〜魂の刻印〜（エリカ・ラッセル）
- 織田信奈の野望（柴田勝家）
- お迎えです。（阿熊幸）
- 家族ゲーム（遊佐ゆきえ）
- からっと!（カノン〈馬場香音〉）
- ガン×ソード シリーズ（ユキコ）
  - ガン×ソード バラエティ・アルバム「いつだって波乱ヴァン丈」
  - ガン×ソード エピソード＋（プラス）
- 仮面のメイドガイ 強制ご奉仕ドラマCD（園崎魅音、園崎詩音）
- CLANNAD 光見守る坂道で 第2、4巻（相良美佐江）
- 紅茶王子（吉岡奈子）
- GファンタジーコミックCDコレクション ファイアーエムブレム暗黒竜と光の剣（リンダ[103]）
- 私立!三十三間堂学院（山路あや）
- STRANGE+ THE DRAMA CD（美羽）
  - STRANGE+ THE DRAMA CD2「DEEP SEEKER」（美羽）
- 絶対可憐チルドレン ドラマCD EPS.1st〜和気藹々! 愛と平和が地球を救う!〜（ジャニス・ウッドストック、嵐山由岐）
- 7SEEDS（末黒野花）
- Wジュリエット（市川美咲）
- Days of Memories 3 オリジナルドラマCD（真鏡名ミナ）
- ティンクルセイバーNOVA（鴇神冴）
- てるてる×少年（三好晴海）
- 東京★イノセント（みしろ）
- 夏目友人帳（柊）
- 悩殺ジャンキー（風）※2005年花とゆめ20号付録
- ぱにぽに Vol.1 - 3/セカンドシリーズ Vol.1、3（橘玲）
- はやて×ブレード（無道綾那）
- 半分の月がのぼる空 looking up at the half-moon（谷崎亜希子）
- ドラマCD P.S.すりーさん（つーさん）
- ひぐらしのなく頃に シリーズ（園崎魅音、園崎詩音）
- ひとひら（榊美麗）
  - ひとひら オリジナルドラマ&BGMアルバム Vol.1「麦編」
  - ひとひら オリジナルドラマ&BGMアルバム Vol.2「野乃編」
- ふしぎ遊戯 玄武開伝 1 - 4（奥田多喜子）
- プラネテス CD Drama "Sound Marks"（田名部愛）
- 欲望と恋のめぐり シリーズ（緑青桃）
  - 欲望と恋のめぐり ドラマCD
  - 欲望と恋のめぐり ドラマCD II
- RADIO DJCD BLEACH “B” STATION Vol.3
- まろまゆ（玲）
- らき☆すた（パトリシア＝マーティン）
- 笑って!外村さん（外村千鶴）
- ONE 〜輝く季節へ〜 DRAMA CD3（川名みさき）

### デジタルコミック
- 【アニコミ】25歳処女、7歳年下の男子高校生と同棲します!?（2019年、遙川虎子）

### 吹き替え

#### 映画
- アルティメット（2006年、ローラ）

#### ドラマ
- 素晴らしき日々（1992年、少女C）※NHK教育版、デビュー作
- プライベート・プラクティス4（2011年、エリン〈ヘレン・スレイター〉）

#### アニメ
- グーフィー・ムービー ホリデーは最高!!（1995年）
- シルベスター&トゥイーティー ミステリー（1998年）
- モンキーマジック（1999年、モッテ）

### テレビドラマ
- HERO（2001年、アニメキャラクターの声）

### ラジオ
- 声優専科（ラジオたんぱ 現ラジオNIKKEI）
- BLEACH “B” STATION（2005年9月マンスリーパーソナリティ）[104]
- ひぐらしのなく頃に 猿回し編（2007年2月1日 - 2007年8月3日、アニメイトTV）
- ひぐらしのなく頃に 皿回し編
- ゆきのさつき、ラジオやります。（2021年内には終了している） - 毎週 水曜 21:00 - 21:30[105]

### ラジオドラマ
- フルメタル・パニック! 踊るベリー・メリー・クリスマス（千鳥かなめ）

### ナレーション
- 女神の天秤（1996年 - 1998年、TBS）
- かんじるさんすう 1、2、3!（2004年 - 2008年、NHK教育テレビ）
- DJモノフェスタ（フジテレビ）

### パチンコ
- CRめぞん一刻シリーズ（音無響子）
- CRフルメタル・パニックシリーズ（千鳥かなめ）
- パチスロひぐらしのなく頃に祭（園崎魅音、園崎詩音）
- CRひぐらしのなく頃に 頂 / 戯（園崎魅音、園崎詩音）
- CRひぐらしのなく頃に 叫 / 祈（園崎魅音、園崎詩音）
- Pひぐらしのなく頃に 廻 / 憩（園崎魅音、園崎詩音）
- Pひぐらしのなく頃に 瞬 / 囁（園崎魅音、園崎詩音）
- Pひぐらしのなく頃に 彩（園崎魅音、園崎詩音）

### その他コンテンツ
- プラネタリウム ぼくらは地球のアトラスだ（少女）
- ベネッセコーポレーション 進研ゼミ小学講座「チャレンジ4年生」（かおるん〈生島薫〉）
- オーディオブック マチネの終わりに（洋子）
- ネスレ日本 キットカット 山田尚子監督「きっかけは、キットカットで。娘と母の心をつなぐきっかけ」（母）[106][107]

### イベント
- アニメ・オーケストラシリーズ 〜和田薫・犬夜叉の音楽世界〜 - ゲストMC
  - 東京公演（2024年2月11日、東京芸術劇場 コンサートホール）[108]
  - 姫路公演（2024年8月18日、アクリエひめじ 大ホール）[109]

## ディスコグラフィ

### シングル
| 通算 | 発売日        | タイトル | 規格品番 |
| ---- | ------------- | -------- | -------- |
| 1    | 2007年8月17日 | you      | WFCD-007 |

### 歌手参加作品
| 発売日        | 商品名           | 歌       | 楽曲                            | 備考 |
| ------------- | ---------------- | -------- | ------------------------------- | ---- |
| 2008年4月25日 | ULTIMATE A-STYLE | 雪野五月 | 「you (REDALiCE Trance Remix)」 |      |

### キャラクターソング
| 発売日   | 商品名                                                                                 | 歌 | 楽曲                                                      | 備考                                                                |
| 1998年   | 1998年                                                                                 | 1998年 | 1998年                                                    | 1998年                                                              |
| -------- | -------------------------------------------------------------------------------------- | --- | --------------------------------------------------------- | ------------------------------------------------------------------- |
| 11月27日 | OVA聖少女艦隊バージンフリートオリジナル・サウンドトラック                              | 海野潮風（島本須美）、雪見沢五月（雪乃五月）、草津月小町（西村ちなみ） | 「行け!バージンフリート」                                 | OVA『聖少女艦隊バージンフリート』エンディングテーマ                 |
| 1999年   |                                                                                        | |                                                           |                                                                     |
| 8月27日  | リバイヴ… 〜蘇生〜 CDドラマ “portrait-1”                                               | 小川希春（雪乃五月） | 「色のない海から〜mother in colorless blue」              | ドリームキャスト用ゲームソフト『Revive 〜蘇生〜』関連曲             |
| 2000年   |                                                                                        | |                                                           |                                                                     |
| 8月23日  | ラブひな3部作 ラブひな3〜なる・むつみ・サラ編〜                                        | 乙姫むつみ（雪乃五月） | 「なんてステキな」                                        | テレビアニメ『ラブひな』関連曲                                      |
| 9月21日  | ラブひな オリジナルサウンドファイル                                                    | 乙姫むつみ（雪乃五月） | 「伝説の温泉ガメ」                                        | テレビアニメ『ラブひな』関連曲                                      |
| 9月21日  | ラブひな オリジナルサウンドファイル                                                    | 景太郎（上田祐司）、成瀬川なる（堀江由衣）、乙姫むつみ（雪乃五月） | 「リッドくんの大冒険」 「サクラサク 〜musical version〜」 | テレビアニメ『ラブひな』関連曲                                      |
| 9月21日  | ラブひな オリジナルサウンドファイル                                                    | 成瀬川なる（堀江由衣）、乙姫むつみ（雪乃五月） | 「スマイル スマイル」                                     | テレビアニメ『ラブひな』関連曲                                      |
| 2001年   |                                                                                        | |                                                           |                                                                     |
| 1月24日  | 〜サイレント・イヴ〜ラブひな WINTER SPECIAL                                            | 成瀬川なる（堀江由衣）、前原しのぶ（倉田雅世）、青山素子（浅川悠）、カオラ・スゥ（高木礼子）、紺野みつね（野田順子）、乙姫むつみ（雪乃五月）、サラ・マクドゥガル（小林由美子） | 「祝福」                                                  | テレビアニメ『ラブひな』関連曲                                      |
| 3月16日  | ひなたガールズソングベスト〜ラブひな〜                                                 | 成瀬川なる（堀江由衣）、前原しのぶ（倉田雅世）、乙姫むつみ（雪乃五月） | 「春だもの!」                                             | テレビアニメ『ラブひな』関連曲                                      |
| 3月16日  | ひなたガールズソングベスト〜ラブひな〜                                                 | 成瀬川なる（堀江由衣）、乙姫むつみ（雪乃五月） | 「スマイル スマイル 〜VERSION 2001〜」                    | テレビアニメ『ラブひな』関連曲                                      |
| 3月16日  | ひなたガールズソングベスト〜ラブひな〜                                                 | 成瀬川なる（堀江由衣）、前原しのぶ（倉田雅世）、青山素子（浅川悠）、カオラ・スゥ（高木礼子）、紺野みつね（野田順子）、乙姫むつみ（雪乃五月）、サラ・マクドゥガル（小林由美子） | 「未来への贈り物」                                        | テレビアニメ『ラブひな』関連曲                                      |
| 3月16日  | ひなたガールズソングベスト〜ラブひな〜                                                 | 乙姫むつみ（雪乃五月） | 「なんてステキな」                                        | テレビアニメ『ラブひな』関連曲                                      |
| 3月24日  | ラブひな 〜メモリアルマキシシングル〜 Friendship                                       | 成瀬川なる（堀江由衣）、前原しのぶ（倉田雅世）、青山素子（浅川悠）、カオラ・スゥ（高木礼子）、紺野みつね（野田順子）、乙姫むつみ（雪乃五月）、サラ・マクドゥガル（小林由美子） | 「Friendship」                                            | テレビアニメ『ラブひな』関連曲                                      |
| 3月24日  | ラブひな 〜メモリアルマキシシングル〜 Friendship                                       | 乙姫むつみ（雪乃五月） | 「春だもの! -乙姫むつみVer.-」                            | テレビアニメ『ラブひな』関連曲                                      |
| 4月27日  | 藍より青し 歌絵巻                                                                      | ティナ・フォスター（雪乃五月） | 「Because I Love You」                                    | テレビアニメ『藍より青し 〜縁〜』関連曲                             |
| 8月22日  | 「機動天使エンジェリックレイヤー」キャラクターソングアルバム〜天使の音楽〜             | 木崎珠代（雪乃五月） | 「Secret Entry」                                          | テレビアニメ『機動天使エンジェリックレイヤー』関連曲                |
| 10月3日  | ひなたガールズソングベスト2 〜ラブひな〜                                               | 成瀬川なる（堀江由衣）、前原しのぶ（倉田雅世）、青山素子（浅川悠）、カオラ・スゥ（高木礼子）、紺野みつね（野田順子）、乙姫むつみ（雪乃五月）、サラ・マクドゥガル（小林由美子） | 「イツマデモ・ドコマデモ」 「祝福」 「Friendship」        | テレビアニメ『ラブひな』関連曲                                      |
| 10月3日  | ひなたガールズソングベスト2 〜ラブひな〜                                               | 景太郎（上田祐司）、成瀬川なる（堀江由衣）、乙姫むつみ（雪乃五月） | 「サクラサク 〜musical version〜」                        | テレビアニメ『ラブひな』関連曲                                      |
| 10月3日  | ひなたガールズソングベスト2 〜ラブひな〜                                               | 成瀬川なる（堀江由衣）、青山素子（浅川悠）、乙姫むつみ（雪乃五月） | 「LOVE LABYRINTH」                                        | テレビアニメ『ラブひな』関連曲                                      |
| 2002年   |                                                                                        | |                                                           |                                                                     |
| 3月13日  | キャプテン翼 song of kickers shoot.1                                                   | 岬太郎（雪乃五月） | 「Message Ball」                                          | テレビアニメ『キャプテン翼』関連曲                                  |
| 6月19日  | フルメタル・パニック! サウンドトラックアルバム 2                                       | かなめ（雪乃五月）、テッサ（ゆかな） | 「Take me out Mariana trench」                            | テレビアニメ『フルメタル・パニック!』関連曲                         |
| 6月26日  | 藍より青し 藍青劇盤一 "向日葵"                                                         | ティナ・フォスター（雪乃五月） | 「I'll Be Home」                                          | テレビアニメ『藍より青し 〜縁〜』関連曲                             |
| 2003年   |                                                                                        | |                                                           |                                                                     |
| 12月21日 | 藍より青し 〜縁〜 劇盤－“竹”                                                           | ティナ・フォスター（雪乃五月） | 「Can Do! Can Do!」                                       | テレビアニメ『藍より青し 〜縁〜』関連曲                             |
| 2005年   |                                                                                        | |                                                           |                                                                     |
| 8月3日   | 「犬夜叉」キャラクターソングシングル 蒼き野生を抱いて                                  | 犬夜叉（山口勝平）feat. かごめ（雪野五月） | 「蒼き野生を抱いて」                                      | テレビアニメ『犬夜叉』関連曲                                        |
| 9月22日  | GUN×SWORD O.S.T.                                                                       | ユキコ（雪野五月） | 「虹の彼方」                                              | テレビアニメ『ガン×ソード』関連曲                                   |
| 10月5日  | わがまま☆フェアリー ミルモでポン! 〜ちゃあみんぐ〜 キャラクターソング Vol.3 森下はるか | 森下はるか（雪野五月） | 「タカラモノ」 「微笑みの行方」                           | テレビアニメ『わがまま☆フェアリー ミルモでポン!』関連曲             |
| 12月16日 | ガン×ソード バラエティ・アルバム「いつだって波乱ヴァン丈」                             | カルメン（井上喜久子）、ウェンディ（桑島法子）、ユキコ（雪野五月）、プリシラ（千葉紗子）                                                                                       | 「S・O・S」                                               | テレビアニメ『ガン×ソード』エンディングテーマ                       |
| 12月22日 | 『らき☆すた』vocal mini album                                                          | 小早川ゆたか（清水愛）、岩崎みなみ（松来未祐）、パトリシア=マーティン（雪野五月）                                                                                              | 「オトメ☆ゴコロ」                                         | ゲーム『らき☆すた 萌えドリル』関連曲                                |
| 2006年   |                                                                                        | |                                                           |                                                                     |
| 1月25日  | 「犬夜叉」キャラクターソングシングル たったひとつの約束                                | 日暮かごめ（雪野五月） | 「たったひとつの約束」                                    | テレビアニメ『犬夜叉』関連曲                                        |
| 5月24日  | 女子高生 GIRL'S-HIGH キャラクターソング&ドラマ                                         | 香田あかり（雪野五月） | 「かしまし×つつまし」                                     | テレビアニメ『女子高生 GIRL'S-HIGH』関連曲                          |
| 2007年   |                                                                                        | |                                                           |                                                                     |
| 4月25日  | TVアニメーション「ひぐらしのなく頃に」キャラクターCD VOL.2 園崎魅音×園崎詩音           | 園崎魅音（雪野五月）と園崎詩音（雪野五月） | 「ふたりのバースデイ」 「言えない言葉」                   | テレビアニメ『ひぐらしのなく頃に』関連曲                            |
| 2008年   |                                                                                        | |                                                           |                                                                     |
| 3月5日   | TVアニメーション「AYAKASHI」Characters Vol.5 夜明アキノ                                | 夜明アキノ（雪野五月） | 「I will follow you」                                     | テレビアニメ『AYAKASHI』関連曲                                      |
| 3月19日  | ロビーとケロビー サウンドトラック                                                      | ロビーとケロビー（雪野五月、伊東みやこ） | 「ロビケロマーチ」                                        | テレビアニメ『ロビーとケロビー』関連曲                              |
| 11月21日 | ひぐらしのなく頃に解 ファンディスク FILE.03 初回限定版封入CD                           | 前原圭一（保志総一朗）、竜宮レナ（中原麻衣）、園崎魅音・詩音（雪野五月）、北条沙都子（かないみか）、古手梨花（田村ゆかり）、羽入（堀江由衣）、北条悟史（小林ゆう）             | 「With "you" -絆-」                                       | テレビアニメ『ひぐらしのなく頃に』関連曲                            |
| 2010年   |                                                                                        | |                                                           |                                                                     |
| 12月15日 | ブリコン 〜BLEACH CONCEPT COVERS〜                                                     | 四楓院夜一（雪野五月）、砕蜂（桑島法子） | 「ほうき星」                                              | テレビアニメ『BLEACH』関連曲                                        |
| 2011年   |                                                                                        | |                                                           |                                                                     |
| 8月12日  | にぱにぱ音頭☆ソングCD                                                                  | 梨花（田村ゆかり）、レナ（中原麻衣）、魅音・詩音（雪野五月）、沙都子（かないみか）、羽入（堀江由衣）                                                                           | 「にぱにぱ音頭」                                          | OVA『ひぐらしのなく頃に煌』関連曲                                   |
| 11月23日 | ひぐらしのなく頃に煌 CD SPECIAL MAGICAL DISC 03                                        | 園崎魅音（雪野五月）＆園崎詩音（雪野五月） | 「以心伝心☆ミラクルチェンジ」                             | OVA『ひぐらしのなく頃に煌 file.03 結縁し編 -愛-』エンディングテーマ |
| 2014年   |                                                                                        | |                                                           |                                                                     |
| 3月19日  | NHKアニメーション「ファイ・ブレイン〜神のパズル」オリジナルサウンドトラック2           | 天才テラス組（浅沼晋太郎、清水香里、福山潤、宮田幸季、雪野五月） | 「Say Yeah!」                                             | テレビアニメ『ファイ・ブレイン 神のパズル』エンディングテーマ       |

### その他参加楽曲
| 発売日   | 商品名       | 歌       | 楽曲                              | 備考   |
| 1997年   | 1997年       | 1997年   | 1997年                            | 1997年 |
| -------- | ------------ | -------- | --------------------------------- | ------ |
| 12月17日 | 真冬の流れ星 | WITH YOU | 「真冬の流れ星」 「みどりのほし」 |        |

### シリーズ一覧
1. ↑  『無印』（2000年 - 2004年）、『完結編』（2009年 - 2010年）
2. ↑  テレビシリーズ（2000年）、特番『クリスマス・スペシャル 〜サイレント・イヴ〜』（2000年12月25日）、特番『春スペシャル 〜キミ サクラチルナカレ!!〜』（2001年4月2日）
3. ↑  第1期（2002年）、第2期『〜縁〜』（2003年）
4. ↑  【デュエル・マスターズ（2002年版）】

『デュエル・マスターズ』（2002年 - 2003年）、『デュエル・マスターズ チャージ』（2004年）、『ゼロ デュエル・マスターズ』（2007年）、『デュエル・マスターズ ゼロ』（2007年）、『デュエル・マスターズ クロス』（2009年）、『デュエル・マスターズ クロスショック』（2010年）

【デュエル・マスターズ VS】

第1期（2014年）、第2期『VSR』（2015年）、第3期『VSRF』（2016年）
5. ↑  第1作（2002年）、第2作『フルメタル・パニック？ ふもっふ』（2003年）、第3作『The Second Raid』（2005年）、第4作『Invisible Victory』（2018年）
6. ↑  第1期（2004年）、第2期『2』（2007年）
7. ↑  第1期（2006年 - 2010年）、第2期『銀魂’』（2011年 - 2012年）、第2期延長戦『銀魂’延長戦』（2012年 - 2013年）、第3期『銀魂ﾟ』（2015年 - 2016年）、第4期『銀魂.』（2017年 - 2018年）
8. ↑  第1期（2006年）、第2期『解』（2007年）
9. ↑  第1期（2006年）、第2期『あはっ☆』（2007年 - 2008年）
10. ↑  『Yes!プリキュア5』（2007年）、続編『Yes!プリキュア5GoGo!』（2008年）
11. ↑  第1期（2007年 - 2008年）、第2期『CLANNAD 〜AFTER STORY〜』（2008年 - 2009年）
12. ↑  第1期（2008年）、第2期『続 夏目友人帳』（2009年）、第3期『参』（2011年）、第4期『肆』（2012年）、第5期『伍』（2016年）、第6期『陸』（2017年）、第7期『漆』（2024年）
13. ↑  テレビシリーズ（2008年 - 2010年）、特別編（2011年2月3日）
14. ↑  第1期（2011年 - 2012年）、第2期『2』（2013年）、第3期『3』（2019年 - 2020年）
15. ↑  第1シリーズ（2011年 - 2012年）、第2シリーズ（2012年）、第3シリーズ（2013年 - 2014年）
16. ↑  第1期（2013年）、第2期『-Eternal Summer-』（2014年）、第3期『-Dive to the Future-』（2018年）
17. ↑  「〈物語〉シリーズ セカンドシーズン」（2013年）、「終物語」（2015年）
18. ↑  第1期（2014年）、第2期『真 ストレンジ・プラス』（2014年）
19. ↑  第2期『GRANDE ROAD』（2014年 - 2015年）、第4期『GLORY LINE』（2018年）、第5期『LIMIT BREAK』（2023年）
20. ↑  第1期（2015年）、第3期『III』（2018年）
21. ↑  第1シリーズ（2015年）、第2シリーズ（2016年）、第3シリーズ（2017年）
22. ↑  『XY』（2015年）、『XY&Z』（2016年）
23. ↑  『業』（2020年 - 2021年）、続編『卒』（2021年）
24. ↑  壱の章（2020年 - 2021年）、弐の章（2021年 - 2022年）
25. ↑  第1クール（2022年）、第2クール『-訣別譚-』（2023年）、第3クール『-相剋譚-』（2024年）
26. ↑  『時代を越える想い』（2001年）[71]、『鏡の中の夢幻城』（2002年）[72]、『天下覇道の剣』（2003年）[73]、『紅蓮の蓬莱島』（2004年）[74]

### 初出話一覧
1. ↑  第1171話初出
2. ↑  第116話初出
3. ↑  第364話初出
4. ↑  第801話初出
5. ↑  第874話初出
6. 1 2  第1話初出
7. ↑  第13話初出
8. ↑  第12話初出
9. ↑  第7話初出
10. ↑  第47話初出
11. ↑  第26話初出
12. ↑  第28話初出